# アルミーダ (小惑星)
アルミーダ (514 Armida) は、小惑星帯に位置する小惑星である。
マックス・ヴォルフがハイデルベルクのケーニッヒシュトゥール天文台で発見し、トルクァート・タッソの叙事詩La Gerusalemme liberataを原作としたクリストフ・ヴィリバルト・グルックのオペラArmideの登場人物にちなんで名づけられた。